# April 1986
Portal Geschichte | Portal Biografien | Aktuelle Ereignisse | Jahreskalender | Tagesartikel

◄ |
19. Jahrhundert |
20. Jahrhundert
| 21. Jahrhundert

◄ |
1950er |
1960er |
1970er |
1980er
| 1990er | 2000er | 2010er | ►

◄ |
1982 |
1983 |
1984 |
1985 |
1986
| 1987 | 1988 | 1989 | 1990 | ►

◄ |
Januar 1986 |
Februar 1986 |
März 1986 |
April 1986 |
Mai 1986 |
Juni 1986 |
Juli 1986 |
►
Dieser Artikel behandelt aktuelle Nachrichten und Ereignisse im April 1986.

## Tagesgeschehen

### Samstag, 5. April 1986
- Berlin/Deutschland: Bei einem Bombenanschlag auf die unter Mitgliedern der US-Streitkräfte in Deutschland beliebte Diskothek La Belle im Bezirk Schöneberg sterben drei Menschen und weitere 28 werden zum Teil schwer verletzt.[1]

### Mittwoch, 9. April 1986
- Papua-Neuguinea, Westaustralien: Von der Insel Neuguinea und vom westlichen australischen Kontinent aus kann eine partielle Sonnenfinsternis beobachtet werden. Im Südpolarmeer ließe sich die maximale Bedeckung der Sonnenscheibe durch den Mond beobachten, die Magnitude liegt bei circa 0,8.[2]

### Donnerstag, 10. April 1986
- Lahore/Pakistan: Eine Menschenmasse, deren Größe in manchen Quellen mit über zwei Millionen angegeben wird, begrüßt die zurückkehrende Oppositionsführerin Benazir Bhutto von der Volkspartei nach deren Landung auf dem Flughafen der größten Stadt Nordpakistans. Bhutto verbrachte 27 Monate in der Verbannung im Vereinigten Königreich.[3]
- Wien/Österreich: Der Kandidat der ÖVP für das Amt des Bundespräsidenten Kurt Waldheim sagt im Österreichischen Rundfunk, dass sich das Wahlplakat mit der Aufschrift „Wir Österreicher wählen, wen wir wollen“ nicht gegen den Jüdischen Weltkongress (WJC) richte und nicht antisemitisch gemeint sei. Zuvor bezeichnete der Generalsekretär des WJC Israel Singer den Kandidaten Waldheim als „Nazi“, außerdem warnte er die Österreicher vor internationalen Konsequenzen, wenn solch eine Person ihr Staatsoberhaupt sei. Die Wahl wird am 4. Mai stattfinden.[4][5]

### Samstag, 12. April 1986
- Zürich/Schweiz: Der Journalist Oswald Iten berichtet in der Neuen Zürcher Zeitung von seiner Expedition zur Ethnie der Tasaday, die 1971 entdeckt wurde und bis dahin über Jahrhunderte ohne Kontakt zur zivilisierten Welt gelebt haben soll, auch die Brockhaus-Enzyklopädie führt die Tasaday zur Zeit als Höhlenbewohner und Sammler. Iten stellt klar, dass die angeblich prähistorische Lebensweise in Wahrheit eine Inszenierung der philippinischen Behörden ist.[6]

### Sonntag, 13. April 1986
- Munsieville/Südafrika: Vor ihren Anhängern verspricht Winifred Madikizela-Mandela im Township Munsieville in der Provinz Gauteng unerbittliche Härte gegenüber den Gegnern der Organisation Afrikanischer Nationalkongress: „Auch mit unseren Streichhölzern und unseren ‚Halskrausen‘ werden wir Südafrika befreien.“ Gemeint ist die Tötung farbiger Menschen durch brennende Autoreifen um ihren Hals, wenn sie im Verdacht stehen, mit der über Südafrika herrschenden europiden Minderheit zu kooperieren.[7][8]

### Dienstag, 15. April 1986
- Bengasi, Tripolis/Libyen: Die Luftwaffe der Streitkräfte der Vereinigten Staaten fliegt mit 33 Flugzeugen Luftangriffe auf die beiden größten Städte Libyens. Bei der Vergeltungsaktion für den Anschlag auf die Berliner Diskothek La Belle kommen mindestens 60 Menschen ums Leben.[9]

### Donnerstag, 17. April 1986
- Hugh Town/Vereinigtes Königreich: Der im Vereinigten Königreich als „335-jähriger Krieg“ bezeichnete friedliche Zustand ohne Friedensvertrag zwischen den Niederlanden und den südwestlich von Großbritannien gelegenen Scilly-Inseln endet mit einer schriftlichen Friedenserklärung zwischen dem niederländischen Botschafter im Vereinigten Königreich Jonkheer Huydecoper und dem ersten Repräsentanten der Legislative der Scilly-Inseln Roy Duncan.[10]

### Freitag, 18. April 1986
- Hamburg/Deutschland: Das Musical Cats mit Musik von Andrew Lloyd Webber und Texten von T. S. Eliot und Trevor Nunn wird in Deutschland uraufgeführt. Das Hamburger Operettenhaus ist nach London, New York, Wien und Budapest der fünfte Aufführungsort des Programms. In allen anderen Städten läuft es seit der jeweiligen Premiere durchgehend bis heute.[11]

### Sonntag, 20. April 1986
- Ostprovinz/Sri Lanka: Der Schüttdamm der Kantale-Talsperre kollabiert und eine Flutwelle überschwemmt mehrere Dörfer. Die Zahl der Toten wird mit bis zu 178 angegeben. Zur Zeit des Unglücks wurden Bauarbeiten u. a. mit einer Ramme an dem Jahrhunderte alten Damm durchgeführt.[12]

### Montag, 21. April 1986
- Bonn/Deutschland: Die  Bundesregierung startet auf dem Marktplatz eine Informationskampagne zur Zahlungsfähigkeit des Rentenversicherungsystems, die seit Jahren in Frage gestellt wird, weil künftig aus demografischen Gründen die Anzahl der Rentner schneller steigen soll als die Anzahl der Beitragszahler. Der Bundesminister für Arbeit und Sozialordnung Norbert Blüm (CDU) befestigt an einer Litfass-Säule das erste Plakat der Kampagne, das verkündet: „Denn eins ist sicher: Die Rente.“[13]

### Freitag, 25. April 1986
- Lobamba/Swasiland: Der 18-jährige Sohn des verstorbenen Königs Sobhuza II. wird nach seinem Internatsaufenthalt im Vereinigten Königreich als Mswati III. in einem geheimen Inthronisierungsritual zum König des Swasivolks bestimmt und ist nun absolutistischer Herrscher von Swasiland.[14]

### Samstag, 26. April 1986
- München/Deutschland: Titelverteidiger Bayern München besiegt Borussia Mönchengladbach am letzten Spieltag der Fußball-Bundesliga 85/86 mit 6:0 und verdrängt den SV Werder Bremen damit von Platz 1 der Tabelle. Es ist die neunte Deutsche Meisterschaft der Bayern.[15]

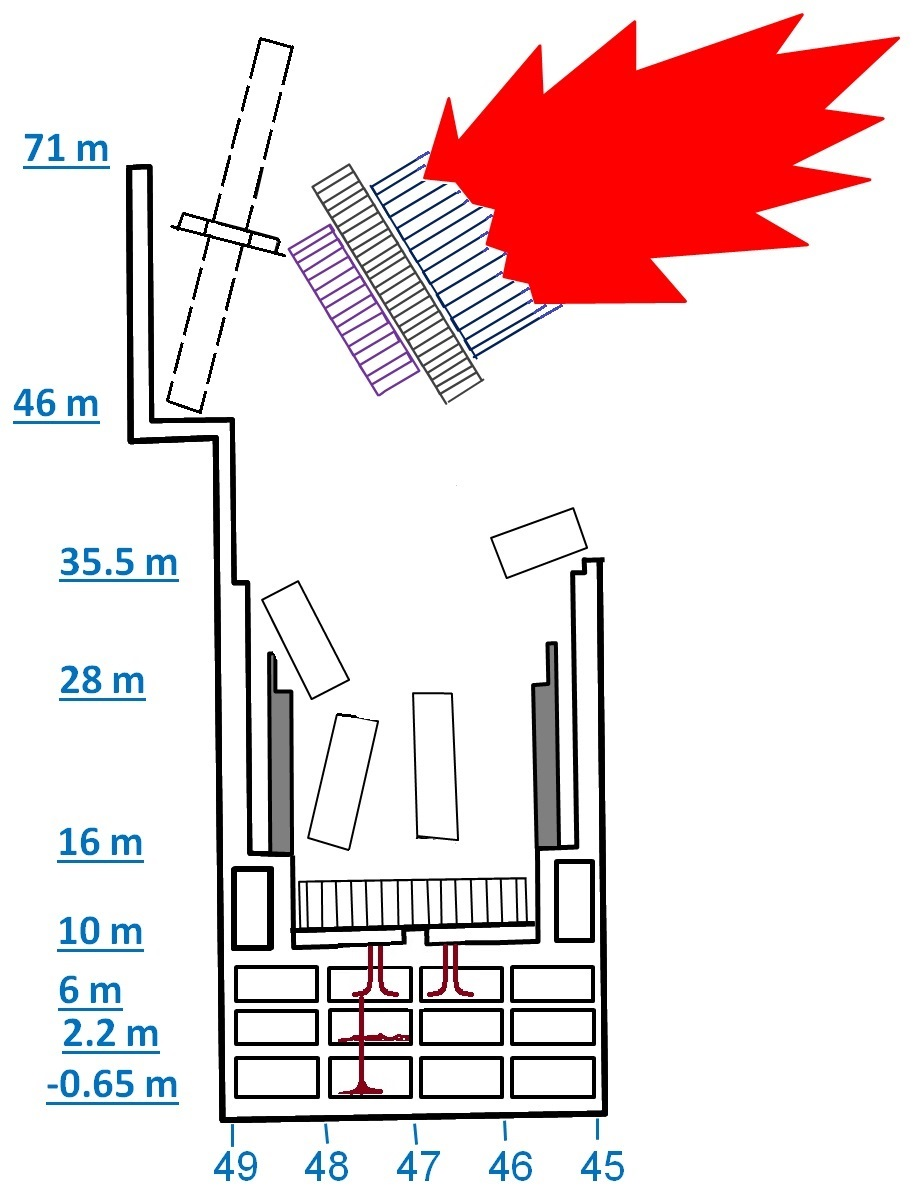
Die Abdeckplatte über Reaktorblock 4 des Kernkraftwerks Tschernobyl schleudert davon

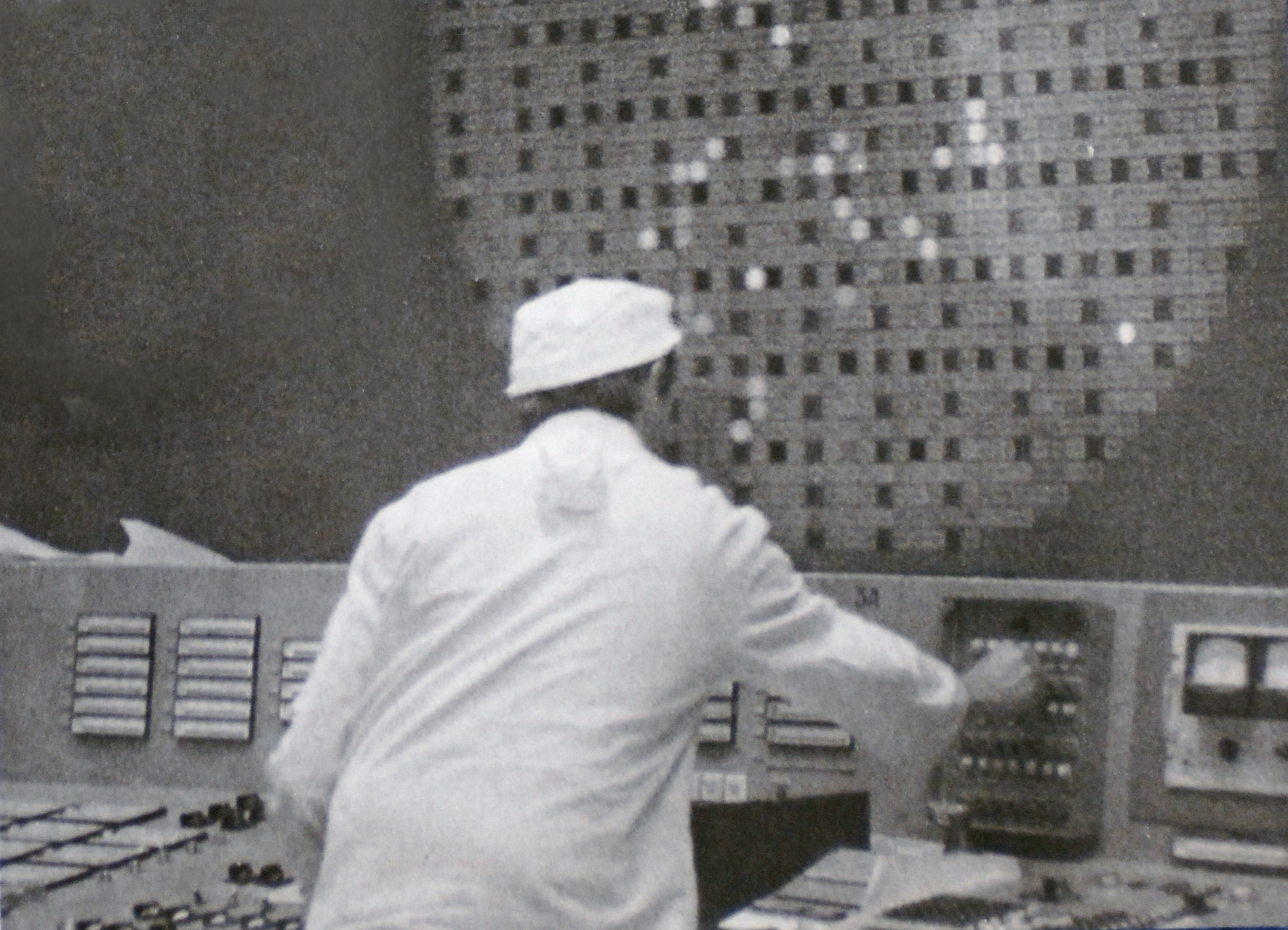
Leitstand im Kernkraftwerk Tschernobyl

- Prypjat/Sowjetunion: Im Kernkraftwerk Tschernobyl (ukrainisch Чорно́бильська АЕС, Tschornobylska AES) gerät die Lage im graphitmoderierten Reaktorblock 4 während eines simulierten Stromausfalls, für den bewusst mehrere Sicherungssysteme ausgeschaltet wurden, außer Kontrolle.[16]

### Sonntag, 27. April 1986
- Prypjat/Sowjetunion: Hubschraubereinheiten versuchen, mit Blei, Bor, Dolomit, Sand und Lehm den brennenden Reaktorblock 4 des Kernkraftwerks Tschernobyl zu beschütten, dessen Dach bei der Absprengung der tonnenschweren Abdeckplatte des Kernreaktors während einer Reihe von Explosionen im Reaktor eliminiert wurde. Das Schüttmaterial soll die Flammen löschen und das Aufsteigen des radioaktiven Rauchs in die Erdatmosphäre beenden, allerdings landet das meiste Material neben dem Reaktor.[17]

### Montag, 28. April 1986
- Forsmark/Schweden: Es wird besonders starke radioaktive Strahlung nachgewiesen. Im schwedischen Kernkraftwerk Forsmark entdecken die Verantwortlichen keine Ursache für die hohen Millisievert-Nachweise. Die schwedischen Behörden prüfen alle potentiellen Austrittsquellen, Wetterdaten weisen auf eine Ursache im Osten hin, die Quelle liegt sehr wahrscheinlich in der Sowjetunion.[18]
- Moskau/Sowjetunion: Die sowjetische Regierung informiert ihre Bevölkerung und damit auch die weltweite Öffentlichkeit zwei Tage nach der Kernschmelze in Reaktorblock 4 des Kernkraftwerks Tschernobyl erstmals über das Ereignis, welches sie als „Unfall“ bezeichnet. Nähere Angaben werden nicht gemacht. Am Abend berichtet mit der Nachrichtensendung Tagesschau das erste deutschsprachige Medium über den Vorfall und verwendet ebenfalls das Wort „Unfall“.[19]
- Moskau/Sowjetunion: Die sowjetische Eishockeynationalmannschaft wird nach drei Siegen in drei Spielen der Meisterrunde Weltmeister 1986.[20]
- Prypjat/Sowjetunion: Die Sachverständigen vor Ort können das Ausmaß der Nuklearkatastrophe von Tschernobyl nicht genau bestimmen. Nachweislich steigt radioaktiv kontaminierter Rauch über Reaktorblock 4 auf. Der Block an sich ist von Schutt bedeckt. Weder sein baulicher Zustand noch die materiellen Abläufe im Inneren sind in Erfahrung zu bringen. Die am Kraftwerk gemessene Strahlung liegt bei ungefähr 6.800 Millisievert (mSv). Eine Person in Mitteleuropa unterliegt im Regelfall einer Strahlenexposition von bis zu 7 mSv pro Jahr.[21][22]

### Dienstag, 29. April 1986
- Hamburg/Deutschland: Bundesinnenminister Friedrich Zimmermann (CSU) erklärt in der Nachrichtensendung Tagesschau, dass eine Gefährdung der deutschen Bevölkerung durch die Nuklearkatastrophe von Tschernobyl, den schwersten Nuklearunfall der Kategorie INES 7 in der Menschheitsgeschichte, „absolut auszuschließen“ sei.[23]